# 下竹田村 (大分県)
下竹田村（しもたけだむら）は、大分県直入郡にあった村。現在の竹田市の一部にあたる。

## 地理
大分川支流・芹川の中流左岸の山間部に位置していた。

## 歴史
- 1889年（明治22年）4月1日、町村制の施行により、直入郡下田北村、上田北村が合併して村制施行し、下竹田村が発足[1][2]。旧村名を継承した下田北、上田北の2大字を編成[2]。
- 1955年（昭和30年）3月31日、直入郡長湯町と合併し、直入町を新設して廃止された[1][2]。

### 地名の由来
当村が旧幕府領（天領）で、九州天領の中心地日田に竹田村が存在し、これにちなみ当村を下の竹田村と称した。

## 産業
- 農業